# Prosper-René Blondlot
Prosper-René Blondlot (Nancy, 3 de julho de 1849 — 24 de novembro de 1930) foi um físico francês, que em 1891 fez a primeira medição da velocidade das ondas de rádio, mas agora é mais lembrado por sua "descoberta" dos raios N; um fenômeno que posteriormente provou ser ilusório.

## Início da vida e trabalho
Blondlot nasceu em Nancy, na França, e passou a maior parte de seus primeiros anos lá, ensinando física na Universidade de Nancy, sendo premiado com três prêmios de prestígio da Académie des Sciences por seu trabalho experimental sobre as consequências da teoria do eletromagnetismo de Maxwell.
Para demonstrar que uma célula de Kerr responde a um campo elétrico aplicado em algumas dezenas de microssegundos, Blondlot, em colaboração com Ernest-Adolphe Bichat, adaptou o método do espelho rotativo que Léon Foucault havia aplicado para medir a velocidade da luz. Ele desenvolveu ainda mais o espelho giratório para medir a velocidade da eletricidade em um condutor, fotografando as faíscas emitidas por dois condutores — um 1,8 km mais longo que o outro — e medindo o deslocamento relativo de suas imagens. Ele assim estabeleceu que a velocidade da eletricidade em um condutor é muito próxima à da luz.
Em 1891, ele fez a primeira medição da velocidade das ondas de rádio, medindo o comprimento de onda usando linhas de Lecher. Ele usou 13 frequências diferentes entre 10 e 30 MHz e obteve um valor médio de 297 600 km/s, que está dentro de 1% do valor atual para a velocidade da luz. Esta foi uma importante confirmação da teoria de James Clerk Maxwell de que a luz era uma onda eletromagnética como as ondas de rádio.

## Raios N
Em 1903, Blondlot anunciou que havia descoberto os raios N, uma nova espécie de radiação. A "descoberta" atraiu muita atenção no ano seguinte e muitos físicos trabalharam, sem sucesso, para replicar os efeitos.
A Academia Francesa de Ciências concedeu o Prêmio Leconte (₣ 50 000) de 1904 a Blondlot, citando a totalidade de seu trabalho, em vez da descoberta dos raios N.
O físico americano Robert W. Wood, que tinha a reputação de ser um popular "desmistificador" de bobagens durante o período, mostrou que os fenômenos eram puramente subjetivos sem origem física e, em 1905, ninguém fora de Universidade de Nancy acreditava nos raios N; mas é relatado que o próprio Blondlot ainda estava convencido de sua existência em 1926.
O incidente agora é usado como um conto de advertência entre os cientistas sobre os perigos de erro introduzidos pelo viés do experimentador.

## Anos posteriores
Pouco se sabe sobre os últimos anos de Blondlot. William Seabrook afirmou em sua biografia de Wood, Doctor Wood, que Blondlot enlouqueceu e morreu, supostamente como resultado da exposição do desastre dos raios N: "Esta trágica exposição eventualmente levou à loucura e morte de Blondlot." Usando uma redação quase idêntica, esta declaração foi repetida mais tarde por Martin Gardner: "A exposição de Wood levou à loucura e morte de Blondlot". No entanto, Blondlot continuou a trabalhar como professor universitário em Nancy até sua aposentadoria precoce em 1910. Ele morreu aos 81 anos; na época do caso do raio-N, ele tinha cerca de 54-55 anos.